# Hal Hackady
Harold Clayton MacHackady (Middletown,10 de fevereiro de 1922 - Nova Iorque, 12 de outubro de 2015), mais conhecido como Hal Hackady, foi um letrista, libretista e roteirista americano.

## Vida
Hal Hackady nasceu em Middletown, Connecticut, em 1922.  Estudou na Wesleyan University , antes de começar a trabalhar na cidade de Nova York na década de 1950.
Iniciou a carreira escrevendo roteiros para as séries antológicas General Electric Theater e Alfred Hitchcock Presents. Desenvolveu carreira como roteirista de longas-metragens, capitalizando a febre do rock and roll, como Let's Rock, Senior Prom (ambos com música de Don Gohman) e Hey, Let's Twist , que lhe rendeu uma indicação ao Writers Guild of America de Melhor Musical Escrito.
Sua carreira teatral começou com a revista da Broadway de 1955, Almost Crazy, estrelada por Kay Medford , para a qual ele escreveu esquetes e letras. Outros créditos na Broadway incluem Minnie's Boys (1970), Ambassador (Londres, 1971. Broadway, 1972), Goodtime Charley (1975) e Teddy & Alice (1987). Ele também escreveu letras para Divorce, of course! (1987), com Angela Paton e Robert Goldsby escrevendo o livro, e Lee Pockriss escrevendo a música. Foi originalmente traduzido da peça francesa, Divorcons, de Victorien Sardou e Émile de Najac.
Em 1975, escreveu a letra de Snoopy!!! The Musical, uma sequência de You're A Good Man, Charlie Brown. Estreou no Little Fox Theatre em San Francisco, mas só em 1982 foi encenado na cidade de Nova York, no off-Broadway Lamb's Theatre, com um elenco que incluía David Garrison , Vicki Lewis e Lorna Luft . Foi então montado no West End, no Duchess Theatre , onde teve uma temporada de sucesso. Hackady também foi representado off-Broadway com uma adaptação musical de O Corcunda de Notre-Dame (1993) e a revista Little by Little (1999). Alias Jimmy Valentine e Empty Pleasures receberam encenações regionais em teatros.
Escreveu também a letra do musical londrino de 1984 "Blockheads", que foi baseado nas vidas de Stan Laurel e Oliver Hardy.

## Discografia
- Ambassador - 1971
- Snoopy!!! - 1978
- Whatever Happened To Baby Jane? - The New Musical In Concert - UK Cast - 1998[5]
- Little by Little - 1999[6]

Os fãs do New York Mets estão familiarizados com a letra de Hackady para "Let's Go, Mets", a música tema da equipe que foi encomendada pelo executivo de publicidade Jerry Della Femina em 1986. A gravação ganhou um disco de ouro e seu vídeo complementar foi um best-seller.

## Morte
Hal Hackady morreu no Bronx , na cidade de Nova York, em 12 de outubro de 2015, aos 93 anos.